# پرپاخروس‌ها
پرپاخروس‌ها یا باقرقره‌های پرپا یک سرده کوچک از پرندگان در زیرخانواده سیاه‌خروس که معمولاً به عنوان ptarmigans) ‎/ˈtɑːrmɪɡənz/‎) شناخته شده است. این سرده دربرگیرندهٔ سه گونۀ زنده با چندین زیرگونه توصیف شده است که همگی در مناطق توندرا یا مناطق مرتفع سرد زندگی می‌کنند.

## آرایه‌شناسی و ریشه‌شناسی
سرده پرپاخروس‌ها توسط جانورشناس فرانسوی ماتورین ژاک بریسون در سال ۱۷۶۰ با باقرقره پرپای بیدی (نام علمی: Lagopus lagopus) به عنوان گونه نماد معرفی شد. نام سرده Lagopus از واژهٔ یونان باستان lagos (λαγος) به معنی خرگوش صحرایی + pous (πους)، «پا»، با اشاره به پاهای پردار و انگشتان معمولی این گروه سازگار با سرما (مانند خرگوش پاشنه‌برفی). لقب‌های ویژه muta و leucura به مدت طولانی به اشتباه mutus و leucurus نوشته می‌شدند، در این باور اشتباه که پایان Lagopus نشان‌دهندهٔ جنسیت مذکر است. با این حال، به عنوان اصطلاح یونان باستان λαγωπους از جنس مؤنث است، و این لقب هماهنگ با آن، شکل مؤنث یعنی muta و leucura است.
نام انگلیسی ptarmigan از نام گیلیک اسکاتلندی برای پرنده، tarmachan ([آوایش گیلیگ اسکاتلندی: ['t̪ʰaɾaməxan]])، که منشأ آن ناشناخته است. حرف p- به دلیل اعتقاد اشتباه به ریشه یونانی اضافه شده است، گویی که این واژه با واژهٔ یونانی πτερόν (pterón)، یعنی «بال» در ارتباط است.

## ویژگی‌های ریخت‌شناسی

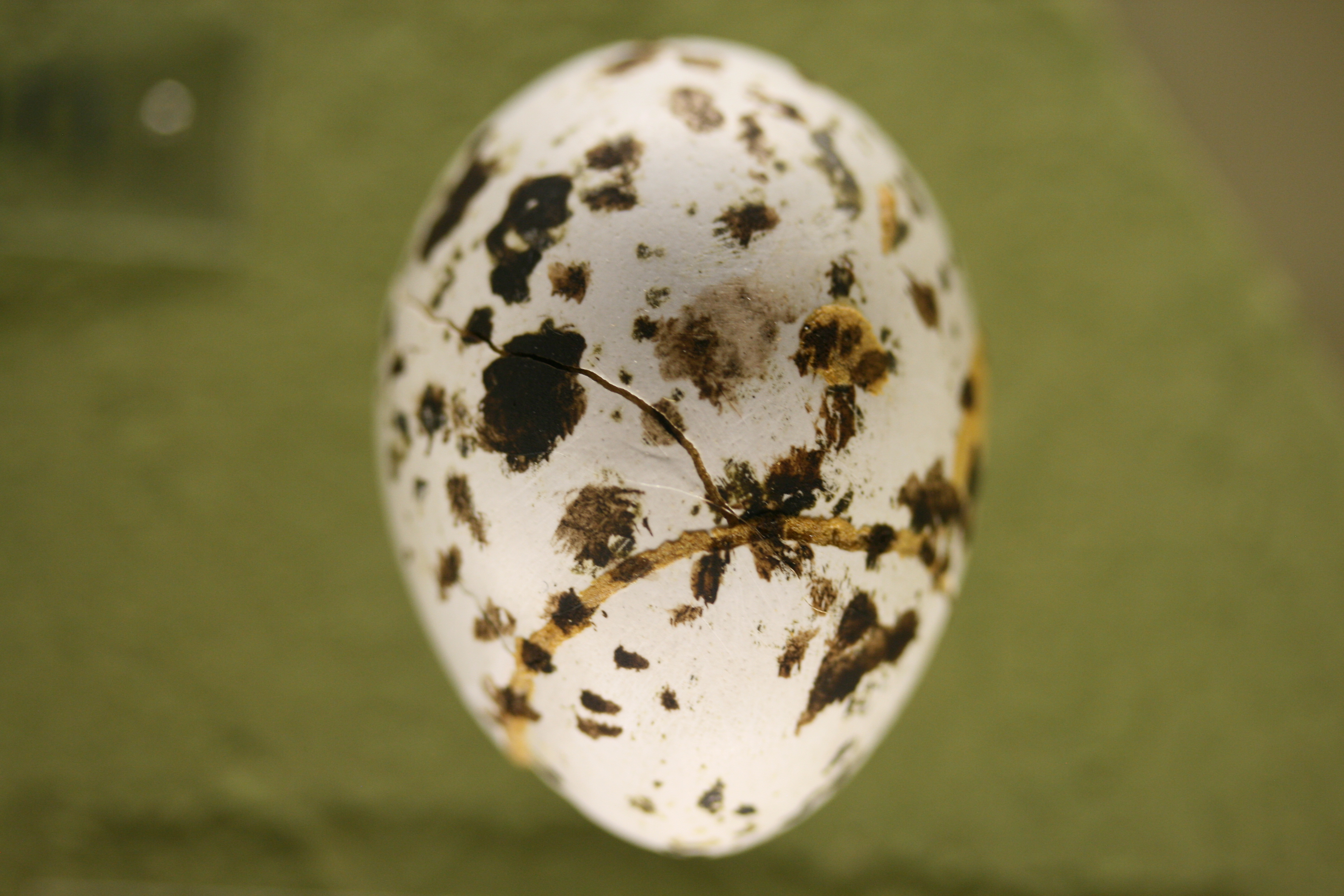
تخم پرپاخروس

این سه گونه همگی متخصصان بومی مناطق سردسیر هستند. پرپاخروس بیدی گونه جنگل‌های شمال قطبی است، پرپاخروس دم‌سفید یک پرنده کوهستانی آمریکای شمالی است، و پرپاخروس صخره‌ای در مناطق قطبی و کوهستانی در سراسر اوراسیا و آمریکای شمالی زادآوری می‌کند. به استثنای پرپاخروس حنایی (زیرگونه‌ای از پرپاخروس بیدی)، همه دارای پرهای سفید زمستانی هستند که به آنها کمک می‌کند تا با پس‌زمینه برفی ترکیب شوند. حتی خود پرهای پروازی remiges سفید هستند، در حالی که این پرها تقریباً در همه پرندگان سیاه هستند (حتی پرندگان که غالباً سفیدند، مانند گونه مینای بالی) چون ملانین باعث می‌شود که آنها بیشتر انعطاف‌پذیر باشند و در نتیجه باعث بهبود عملکرد پرواز آنها می‌شود. پرپاخروس ظاهراً به جای پرواز کردن به جاهای دورتر، با با دیده نشدن از دید شکارچیان راحت‌تر می‌تواند جان سالم به در ببرد.
اینها پرندگان گیاه‌خوار سرسختی هستند، اما حشرات نیز توسط جوان‌های در حال رشد مصرف می‌شوند. در همه گونه‌ها به جز پرپاخروس بیدی، ماده تمام مسئولیت لانه‌سازی و مراقبت از جوجه‌ها را بر عهده می‌گیرد، همان‌طور که در پرندگان شکارشونده معمول است.

## گونه‌ها
این سرده شامل سه گونه است:
| گونه‌های زنده پرپاخروس                                                                | گونه‌های زنده پرپاخروس  | گونه‌های زنده پرپاخروس | گونه‌های زنده پرپاخروس                                                                                       |
| نام رایج و علمی                                                                      | نگاره                  | ویژگی‌ها | محدوده و وضعیت                                                                                              |
| ------------------------------------------------------------------------------------ | ---------------------- | --- | --- |
| پرپاخروس بیدی (همچنین پرپاخروس بیدی و پرپاخروس حنایی) Lagopus lagopus Linnaeus, 1758 | <>                     | تابستان: قهوه‌ای مرمری و مایل به قرمز با دم سیاه و زیرتنه سفید. زمستان: بیشتر زیرگونه‌ها به جز دم سیاه دارای پرهای سفید هستند.           | ۱۰–۲۰ زیرگونه محدوده دور قطبی در جنگل‌ها و مراتع شمال اوراسیا و آمریکای شمالی. وضعیت: کمترین نگرانی.         |
| پرپاخروس صخره‌ای Lagopus muta Montin, 1781                                            | Rock ptarmigan         | تابستان: روتنه خاکستری و قهوه‌ای؛ زمستان: پرهای سفید. با زیستگاه - ارتفاعات بالاتر و زمین‌های بایرتر از پرپاخروس بیدی متمایز می‌شود.      | ۲۰–۳۰ زیرگونه. اوراسیا قطبی و زیر قطبی و آمریکای شمالی در دامنه کوه‌های سنگی و توندرا. وضعیت: کمترین نگرانی. |
| پرپاخروس دم‌سفید Lagopus leucura Richardson, 1831                                     | White-tailed ptarmigan | تابستان: قهوه‌ای مایل به خاکستری و خالدار. زمستان: پرهای سفید. نرها با لانه‌های قرمز مایل به قرمز قابل شناسایی هستند. کوچک‌ترین پرپاخروس. | مناطق آلپ در بالای خط الوار در آمریکای شمالی از آلاسکا و غرب کانادا تا نیومکزیکو. وضعیت: کمترین نگرانی.     |

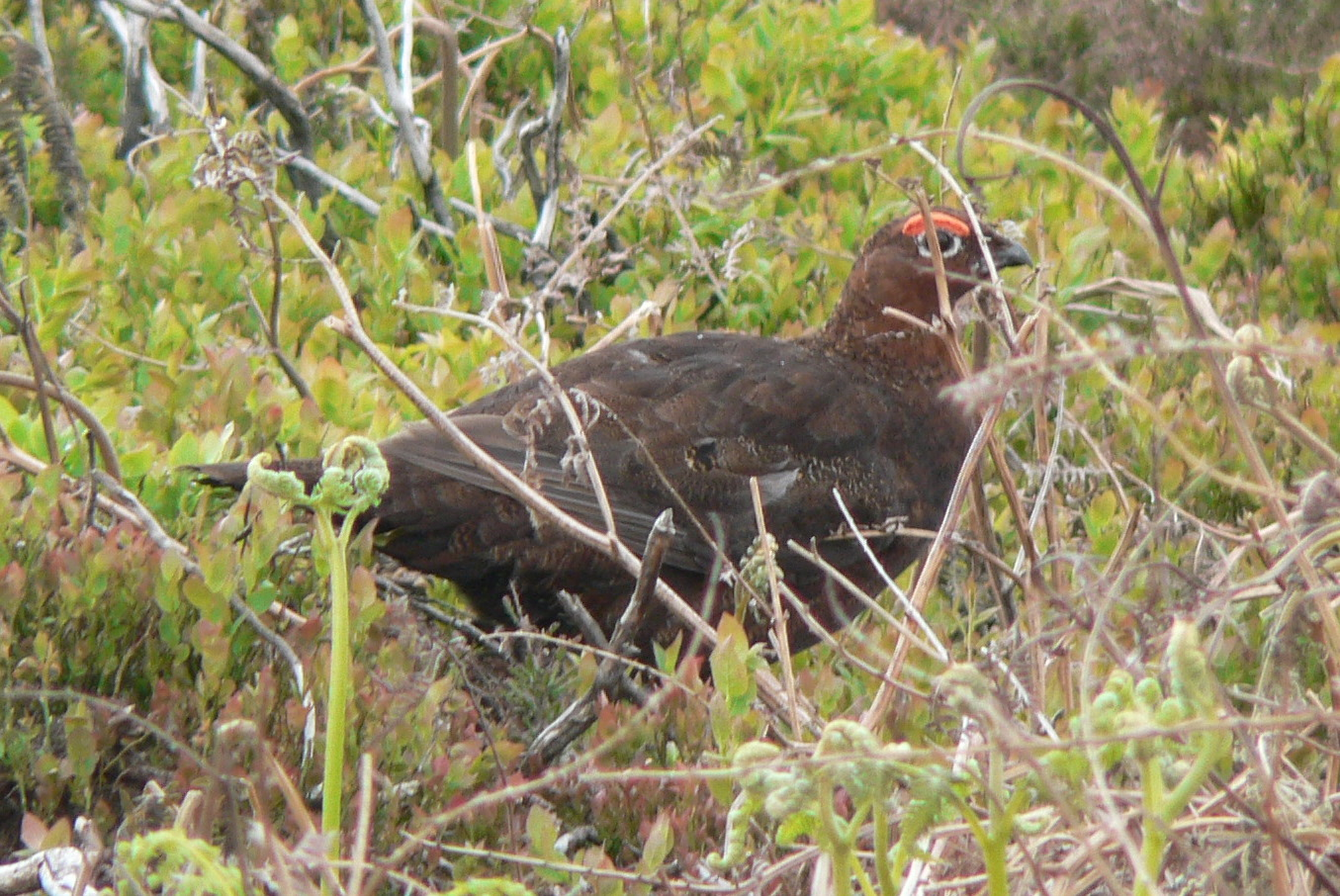
پرپاخروس حنایی (Lagopus lagopus scotica) در خلنگزارهای یورک شمالی انگلستان

شکل متمایز بریتانیایی پرپاخروس بیدی، پرپاخروس حنایی (Lagopus lagopus scotica) گاهی یک گونه جداگانه، L. scotica در نظر گرفته شده است، اما دیگر به عنوان گونه پذیرفته نمی‌شود.

### پیشینه سنگواره‌ای
دو گونه پیشاتاریخ و دو دیرین‌زیرگونه تنها فسیل‌های شناخته شده هستند:
- Lagopus atavus (پلیوسن پیشین بلغارستان؟ - پلیوسن پسین)
- Lagopus balcanicus (پلیوسن پسین Varshets، بلغارستان)[۴]
- Lagopus lagopus noaillensis (پلیستوسن اروپای غربی)
- Lagopus mutus correzensis (پلیستوسن اروپای غربی)